# Maria Rubert de Ventós
Maria Rubert de Ventós   (Barcelona, 1956) és una arquitecta i professora d'urbanisme catalana.

## Biografia
Va estudiar arquitectura a l'Escola Tècnica Superior d'Arquitectura de Barcelona, on es va graduar l'any 1981. Va obtenir el títol de Doctora per la Universitat Politècnica de Catalunya l'any 1993 amb la tesi de títol Places porxades a Catalunya: el projecte vuitcentista dirigida per Manuel de Solà-Morales i Rubió dins del Laboratori d'Urbanisme de Barcelona. Maria Rubert és germana de Xavier Rubert.
És docent a l'Escola Tècnica Superior d'Arquitectura de Barcelona i al Màster Universitari en Paisatgisme de la Universitat Politècnica de Catalunya. Va ser nomenada professora titular d'universitat l'any 1994. Va ser la primera dona d'Espanya en aconseguir ser catedràtica d'Urbanisme l'any 2011. Ha impartit docència en diverses universitats als Estats Units, Xile, Alemanya o Itàlia.
Entre els projectes que ha dut a terme destaquen l'ampliació del Congrés dels Diputats de Madrid juntament amb Josep Parcerisa i Oriol Clos, el Projecte Director per a l'Àrea Olímpica de la Diagonal juntament amb Oriol Clos, la participació en l'ordenació de l'àmbit Besòs-Mar i, juntament amb Josep Parcerisa, el pla d'ordenació sector Perú-Pere IV del Districte 22@. Fora de Barcelona, també ha treballat en projectes com ara el Plan Especial del Sector Hondón a Cartagena juntament amb Josep Parcerisa i ha participat en el Pla Parcial del Sector Central de Pineda de Mar.
És autora, entre d'altres, del llibre Places porxades a Catalunya (UPC, 2006).i coautora juntament amb Josep Parcerisa de Metro, Galaxias metropolitanas (Edicions UPC, 2001) i La ciudad no es una hoja en Blanco: hechos del urbanismo (Ediciones ARQ, 2000).
Ha publicat articles d'urbanisme, ciutat i paisatge, tant en revistes locals, com nacionals i internacionales (Arquitecturas Bis, Ur-revista, Cuadernos de Arquitectura), y para la Trienale de Milán o el MACBA de Barcelona. Destaquen, “Más de 10 años de 22@” en Visions de l’Escola Tècnica Superior d’Arquitectura de Barcelona (2010) o “Urban transformation (in Latin America) through mass transit” en Harvard Design Magazine (2011). Col·labora habitualment en mitjans com El Periódico de Catalunya.
El 2006 va guanyar el Premi a la Iniciativa Periodística de la convocatòria del Premio Nacional de Urbanismo del Ministerio de la Vivienda 2004.